# Ругон-Маккары
«Руго́н-Макка́ры» (полностью «Ругон-Маккары. Естественная и социальная история одной семьи в эпоху Второй империи») — собирательное название цикла из 20 романов французского писателя Эмиля Золя. Этот роман-река считается вершиной французского натурализма.

## Влияние
Глубокое влияние на Эмиля Золя как писателя оказала «Человеческая комедия» Оноре де Бальзака, повлиявшая на его решение создать собственный уникальный литературный цикл.

## Структура

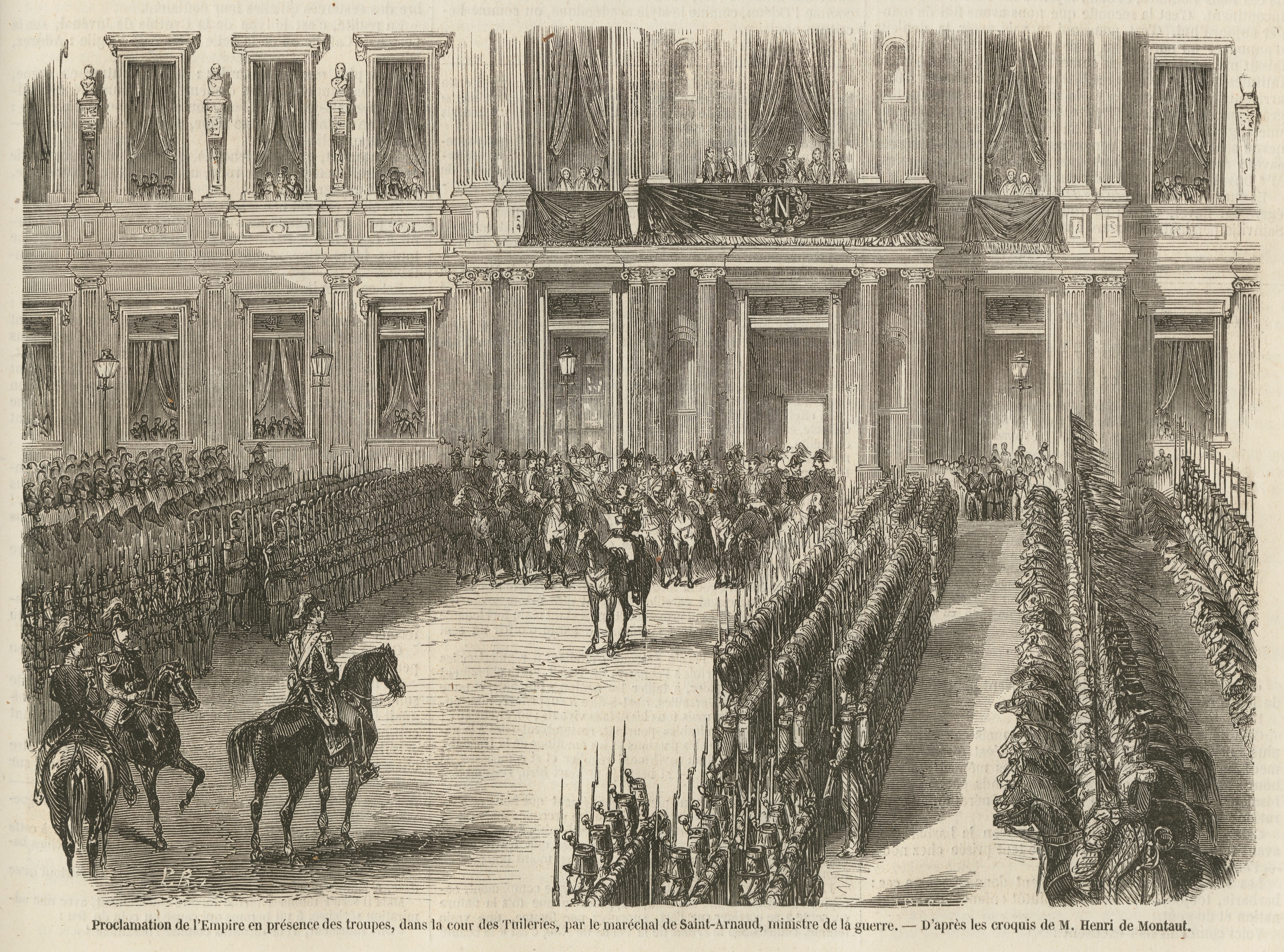
Официальное провозглашение Второй империи 2 декабря 1852 года у ратуши Отель-де-Виль в Париже.

Большинство главных героев цикла представлены в первом романе, «Карьера Ругонов». Последний роман цикла «Доктор Паскаль» имеет длинную главу, в которой сходятся воедино окончания других романов. Так как книги не находятся в хронологическом порядке (который самостоятельно установить также нельзя), то нет и «лучшей последовательности» для чтения данного литературного цикла. Вместе с тем ряд романов являются продолжением друг друга, действие многих из книг начинается после окончания «Карьеры Ругонов». Между книгами существуют хронологические совпадения, в них присутствуют многочисленные повторяющиеся персонажи и некоторые из них являются «гостями» в тех романах, что посвящены конкретным членам семьи.

## Отношения к Наполеону III
С позиций натурализма Золя даёт весьма детализированное описание жизни городов и сельских общин, а также различного вида предприятий. Например, в романе «Чрево Парижа» подробно описана структура городского рынка того времени. Также романы описывают события франко-прусской войны 1870 года. Серия была начата автором после падения Наполеона III.

## Романы
Во «Введении» своего последнегo романа, Доктор Паскаль, Золя дал рекомендованный порядок чтения, хотя принципиально он не важен, так как сюжет каждого романа развивается независимо от других.

| Порядок издания 1. «Карьера Ругонов» (1871) 2. «Добыча» (1871—1872) 3. «Чрево Парижа» (1873) 4. «Завоевание Плассана» (1874) 5. «Проступок аббата Муре» (1875) 6. «Его превосходительство Эжен Ругон» (1876) 7. «Западня» (1877) 8. «Страница любви» (1878) 9. «Нана» (1880) 10. «Накипь» (1882) 11. «Дамское счастье» (1883) 12. «Радость жизни» (1884) 13. «Жерминаль» (1885) 14. «Творчество» (1886) 15. «Земля» (1887) 16. «Мечта» (1888) 17. «Человек-зверь» (1890) 18. «Деньги» (1891) 19. «Разгром» (1892) 20. «Доктор Паскаль» (1893) | Рекомендованный порядок чтения 1. «Карьера Ругонов» (1871) 2. «Его превосходительство Эжен Ругон» (1876) 3. «Добыча» (1871—1872) 4. «Деньги» (1891) 5. «Мечта» (1888) 6. «Завоевание Плассана» (1874) 7. «Накипь» (1882) 8. «Дамское счастье» (1883) 9. «Проступок аббата Муре» (1875) 10. «Страница любви» (1878) 11. «Чрево Парижа» (1873) 12. «Радость жизни» (1884) 13. «Западня» (1877) 14. «Творчество» (1886) 15. «Человек-зверь» (1890) 16. «Жерминаль» (1885) 17. «Нана» (1880) 18. «Земля» (1887) 19. «Разгром» (1892) 20. «Доктор Паскаль» (1893) |

## Генеалогия персонажей
```

                                      ┌─ Эжен Ругон         ┌─ Максим Саккар ──── Шарль Саккар
                                      │     1811–?          │     1840–1873                  1857–1873
                                      │                     │
                                      ├─ Паскаль Ругон --------├─ Клотильда Саккар ── сын
                                      │     1813–1873       │     1847–?                     1874–?
                                      │                     │
                 ┌─ Пьер Ругон    ────┼─ Аристид Саккар  ───┴─ Виктор Саккар
                 │    1787–1870       │     1815–?                1853–?
                 │                    │
                 │                    ├─ Сидония Туше   ────── Анжелика-Мари
                 │                    │     1818–?                1851–1869
                 │                    │
                 │                    └─ Марта Муре    ───┐ ┌─ Октав Муре ──────────── сын и дочь
                 │                          1819–1864     │ │     1840–?
                 │                                        │ │
                 │                                        ├─┼─ Серж Муре
                 │                                        │ │     1841–?
                 │                                        │ │
                 │                    ┌─ Франсуа Муре    ─┘ └─ Дезире Муре
                 │                    │     1817–1864            1844–?
                 │                    │
Аделаида Фук    ─┼─ Урсула Маккар   ──┼─ Элен Рамбо  ────── Жанна Гранжан
   1768–1873     │     1791–1839      │     1824–?               1842–1855
                 │                    │
                 │                    └─ Сильвер Муре
                 │                          1834–1851
                 │
                 │                    ┌─ Лиза Кеню ─────── Полина Кеню 
                 │                    │     1827–1863             1852–?
                 │                    │
                 │                    │                     ┌─ Клод Лантье ─────────── Жак-Луи Лантье
                 │                    │                     │     1842–1876                   1864–1876
                 │                    │                     │
                 └─ Антуан Маккар    ─┼─ Жервеза Купо ──────┼─ Жак Лантье
                       1789–1873      │     1829–1869       │     1844–1870
                                      │                     │
                                      │                     ├─ Этьен Лантье ────────── дочь
                                      │                     │     1846–?
                                      │                     │
                                      │                     └─ Анна Купо ─── Луи Купо
                                      │                           1852–1870                   1867–1870
                                      │
                                      └─ Жан Маккар ─────── двое детей
                                            1831–?

```

## Адаптации
С ноября 2015 по октябрь 2016 года BBC Radio 4 транслировало разделённую на три части семичасовую адаптацию Кровь, Секс и Деньги от Эмиля Золя